# Call Me Bwana
Call Me Bwana (bra: Rififi no Safári; pt: Safari Inesperado) é uma comédia cinematográfica estadunidense de 1963, dirigido por Gordon Douglas e estrelado por Bob Hope e Anita Ekberg. 
Trata-se do único filme da EON Productions (companhia fundada por Albert R. Broccoli e Harry Saltzman) que não tem como personagem o agente 007.[carece de fontes?]

## Sinopse
Matthew Merriwether (Bob Hope) é um agente da CIA que precisa viajar até a África para recuperar uma cápsula espacial desaparecida. No meio da mata, ele se depara com nativos, enfrenta animais selvagens e encontra a bela agente Lupa (Anita Ekberg). 

## Elenco
- Bob Hope ... Matthew Merriwether
- Anita Ekberg ... Luba
- Edie Adams ... Frederica Larson
- Lionel Jeffries ... Dr. Ezra Mungo
- Arnold Palmer ... ele mesmo
- Percy Herbert ... Primeiro partidário
- Paul Carpenter ... Coronel Spencer
- Bari Jonson ... Uta
- Orlando Martins ... Chefe
- Al Mulock ... Segundo partidário
- Peter Dyneley ... Williams
- Mai Ling ... Hyacinth
- Mark Heath ... Koba
- Robert Nichols ... Major americano
- Neville Monroe ... Repórter